# Daryl Impey
Daryl Impey (* 6. Dezember 1984 in Johannesburg) ist ein ehemaliger südafrikanischer Radrennfahrer. Er galt als sprintstarker Allrounder.

## Sportlicher Werdegang
Daryl Impey konnte 2004 eine Etappe beim Giro del Capo für sich entscheiden. Bei den Straßen-Radweltmeisterschaft 2006 in Salzburg startete er im Straßenrennen der U23-Fahrer, konnte das Rennen aber nicht beenden. Wenig später wurde er bei der Afrikameisterschaft auf Mauritius erst Dritter im Zeitfahren hinter Robert Hunter und zwei Tage später Vierter im Straßenrennen hinter Darren Lill. 2007 gewann er den Prolog beim Giro del Capo. Sein erstes Etappenrennen gewann er 2009 mit der Presidential Cycling Tour of Turkey trotz eines von dem niederländischen Rennfahrer Theo Bos verursachten Sturzes, bei dem Impey sich schwer verletzte.
Im Jahr 2010 startete Daryl für das Team RadioShack. Im Frühjahr 2011 fuhr Daryl Impey für das Team MTN Qhubeka und gewann eine Etappe der Marokko-Rundfahrt, ehe er zum Team NetApp wechselte.

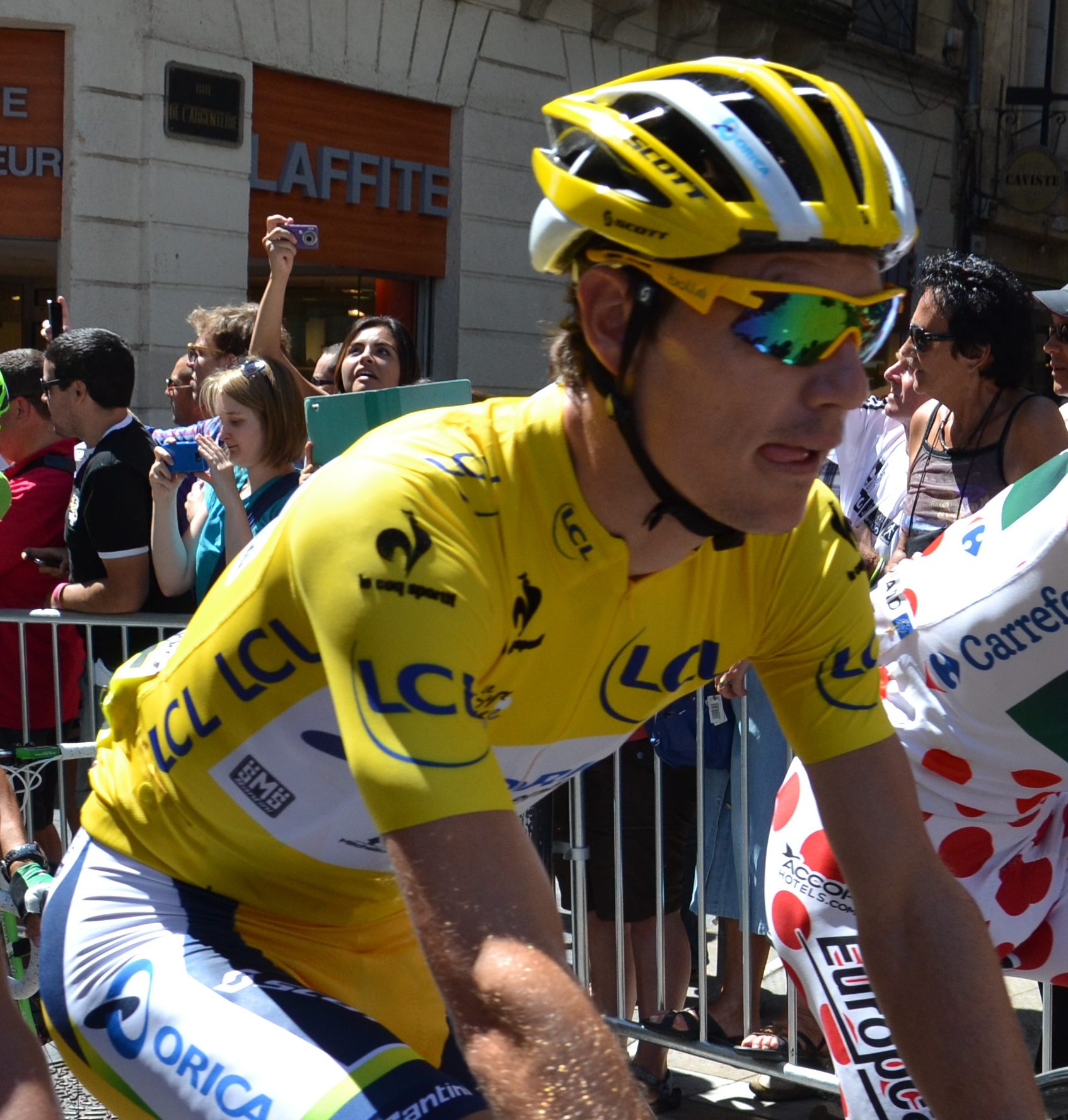
Daryl Impey im Gelben Trikot bei der Tour de France 2013

2012 startete er für die neu gegründete Orica GreenEdge Mannschaft und fuhr somit für ein UCI WorldTeam. In seiner ersten Saison gewann er eine Etappe der Baskenland-Rundfahrt und Slowenien-Rundfahrt und gab sein Grand Tour Debüt beim Giro d’Italia, ehe er die Tour de France 2012 als 111. beendete. Ab dem Jahr 2013 wurde Daryl Impey achtmal in Folge südafrikanischer Zeitfahrmeister. Bei der Baskenland-Rundfahrt 2013 war er erneut erfolgreich und gewann im Anschluss eine Etappe der Bayern-Rundfahrt. Bei der Tour de France 2013 setzte er sich mit seinen Teamkollegen im Mannschaftszeitfahren der 4. Etappe durch und übernahm auf der 6. Etappe als erster afrikanischer Fahrer das Gelbe Trikot, da sein Teamkollege, der Gesamtführende Simon Gerrans absichtlich Zeit verlor. Am Ende der Saison holte er mit seinen Teamkollegen Silber im Mannschaftszeitfahren bei den Straßenradsport-Weltmeisterschaften.

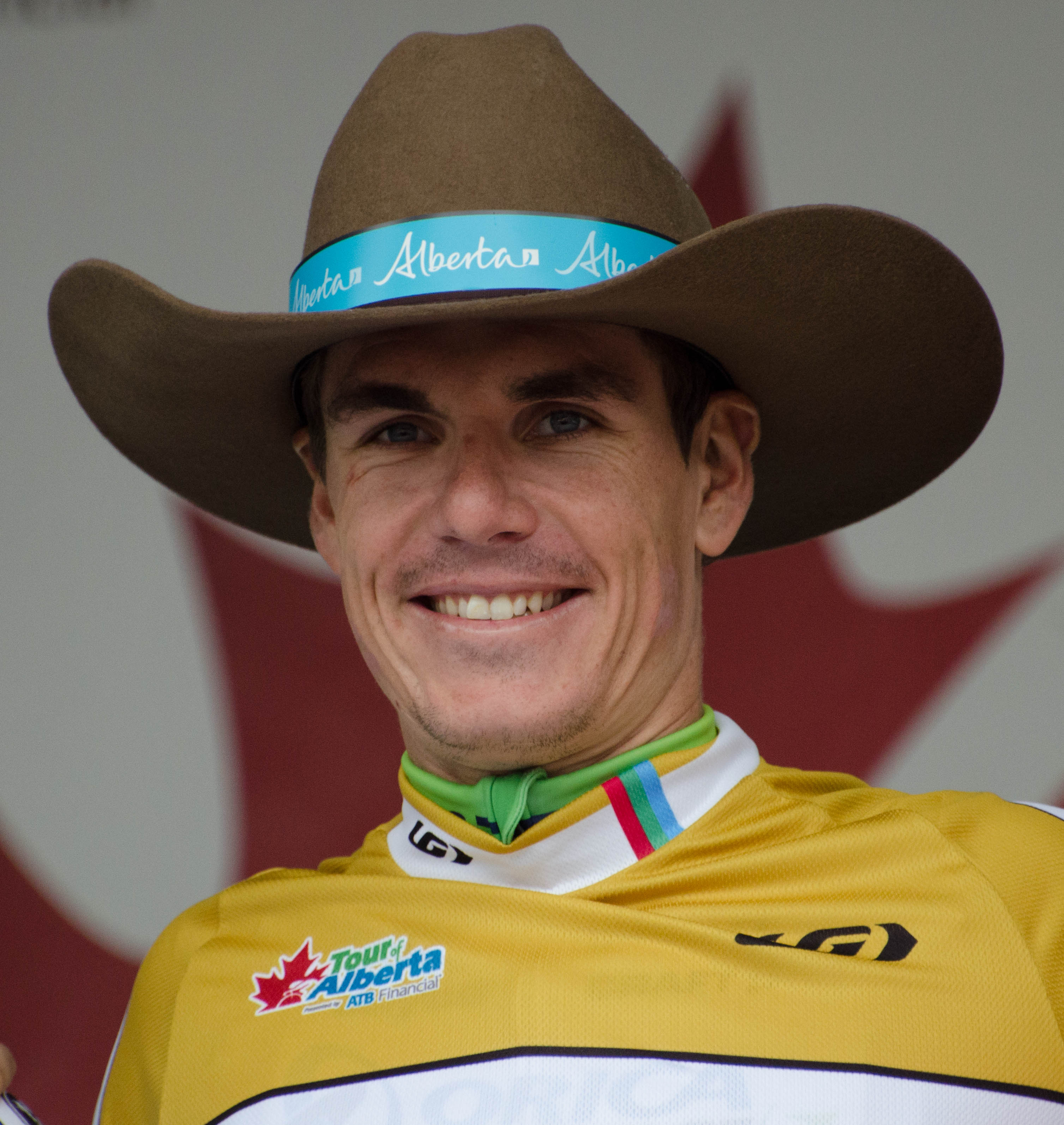
Daryl Impey gewinnt die Tour of Alberta 2014

2014 folgte ein weiterer Etappensieg bei der Bayern-Rundfahrt, ehe Daryl Impey die letzte Etappe der Tour of Alberta gewann und sich so auch die Gesamtwertung der kanadischen Rundfahrt sicherte. In den nachfolgenden Jahren folgten der Sieg in der Punktewertung bei der Tour Down Under 2015, die Bronzemedaille im Mannschaftszeitfahren der Straßenradsport-Weltmeisterschaften 2016 und ein Etappensieg bei der Katalonien-Rundfahrt 2017.
Im Jahr 2018 gewann er zu Beginn des Jahres mit der Tour Down Under zum ersten Mal die Gesamtwertung einer UCI-WorldTour-Rundfahrt. Im Anschluss wurde er Dritter des Cadel Evans Great Ocean Road Race und holte bei den Südafrikanischen Meisterschaften auch im Straßenrennen den nationalen Titel. Beim Critérium du Dauphiné gewann er eine Etappe und sicherte sich die Punktewertung. 2019 wiederholte er den Gesamtsieg bei der Tour down Under und gewann zudem eine Etappe. Nachdem er sich beide nationalen Meistertitel auf der Straße gesichert hatte, gewann er die 9. Etappe der Tour de France 2019 aus einer Ausreißergruppe. Gegen Ende der Saison entschied er die Czech Tour für sich, wo er sich auch in der Punktewertung durchsetzte. 2020 wurde er ein neuntes und letztes Mal südafrikanischer Zeitfahrmeister.
Im Jahr 2021 wechselte Daryl Impey zum Team Israel-Premier Tech, für das er im Jahr 2022 eine Etappe der Tour de Suisse gewann. Zudem belegte er Rang zwei im Straßenrennen der Commonwealth Games. 2023 beendete er seine Karriere im Alter von 38 Jahren bei dem Grand Prix Cycliste de Montréal im Alter von 38 Jahren.
Daryl Impey vertrat Südafrika zwei Mal bei Olympischen Spielen. 2012 in London belegte er Platz 40 im Einzelzeitfahren, 2016 in Rio de Janeiro Platz 28 im Straßenrennen.

## Dopingverdacht
Bei der südafrikanischen Zeitfahrmeisterschaft am 6. Februar 2014 wurde Impey auf das Dopingmittel Probenecid positiv getestet, jedoch im folgenden August vom Verdacht des Dopings freigesprochen. Der Freispruch begründete sich auf die Aussage Impeys sowie von Zeugen, nach denen er versehentlich kontaminierte, leere Gelkapseln in einer Apotheke erworben hatte, um diese selbst mit Natrium zu befüllen.

## Ehrungen
Im Dezember 2019 wurde Daryl Impey zu Afrikas Radsportler des Jahres gewählt.

## Erfolge
2004
- eine Etappe Giro del Capo

2007
- eine Etappe Giro del Capo
- eine Etappe Tour du Maroc

2008
- eine Etappe Herald Sun Tour

2009

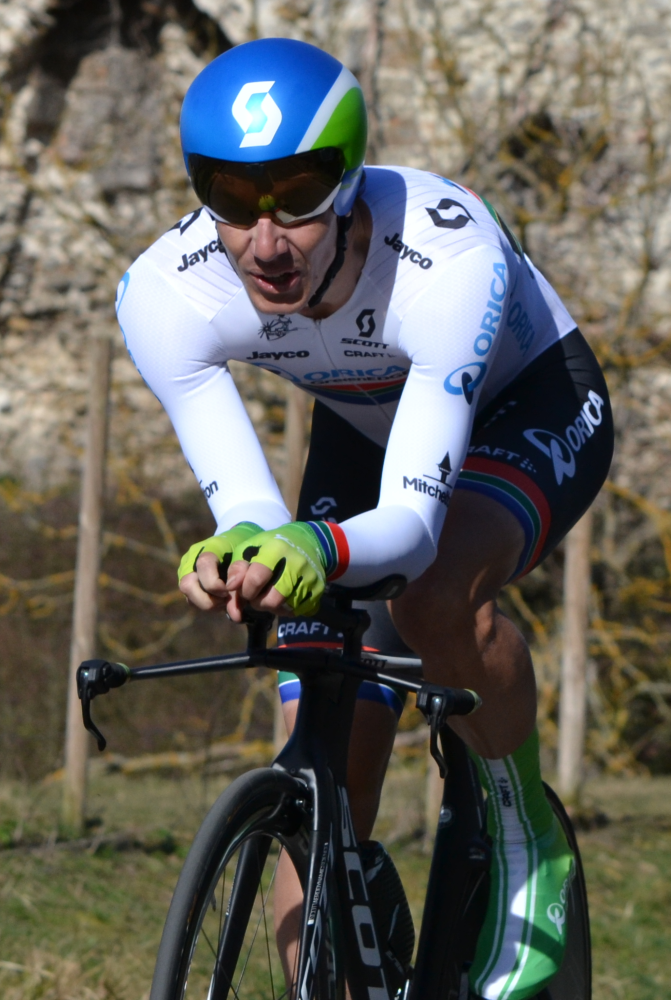
Impey bei Paris–Nizza 2015

- Gesamtwertung und eine Etappe Presidential Cycling Tour of Turkey

2011
- Südafrikanischer Meister – Einzelzeitfahren
- eine Etappe Tour du Maroc

2012
- eine Etappe Vuelta al País Vasco
- eine Etappe Tour de Slovénie

2013
- Südafrikanischer Meister – Einzelzeitfahren
- eine Etappe Vuelta al País Vasco
- eine Etappe Bayern-Rundfahrt
- Mannschaftszeitfahren Tour de France
- Weltmeisterschaft – Mannschaftszeitfahren

2014
- Südafrikanischer Meister – Einzelzeitfahren
- eine Etappe Bayern-Rundfahrt
- Gesamtwertung und eine Etappe Tour of Alberta

2015
- Punktewertung Tour Down Under
- Südafrikanischer Meister – Einzelzeitfahren

2016
- Südafrikanischer Meister – Einzelzeitfahren
- Weltmeisterschaft – Mannschaftszeitfahren

2017
- Südafrikanischer Meister – Einzelzeitfahren
- eine Etappe Katalonien-Rundfahrt

2018
- Gesamtwertung Tour Down Under
- Südafrikanischer Meister – Straßenrennen, Einzelzeitfahren
- Gesamtwertung und drei Etappen Hammer Stavanger
- eine Etappe und Punktewertung Critérium du Dauphiné

2019
- Gesamtwertung und eine Etappe Tour Down Under
- Südafrikanischer Meister – Straßenrennen, Einzelzeitfahren
- eine Etappe Tour de France
- Gesamtwertung, Punktewertung und Mannschaftszeitfahren Czech Cycling Tour

2020
- Südafrikanischer Meister – Einzelzeitfahren

2022
- eine Etappe Tour de Suisse 2022

## Grand-Tour-Platzierungen
| Grand Tour            | 2012 | 2013 | 2014 | 2015 | 2016 | 2017 | 2018 | 2019 | 2020 | 2021 | 2022 |
| --------------------- | ---- | ---- | ---- | ---- | ---- | ---- | ---- | ---- | ---- | ---- | ---- |
| Giro d’ItaliaGiro     | DNF  | –    | –    | –    | –    | –    | –    | –    | –    | –    | –    |
| Tour de FranceTour    | 111  | 74   | –    | DNF  | 38   | 46   | 47   | 72   | 97   | –    | –    |
| Vuelta a EspañaVuelta | –    | –    | –    | 84   | –    | –    | –    | –    | –    | –    | 101  |